# ایریس شرپه
ایریس شرپه (آلمانی: Iris Zscherpe؛ زادهٔ ۷ ژانویهٔ ۱۹۶۷) شناگر اهل آلمان غربی بود.